# Birutė Kalėdienė

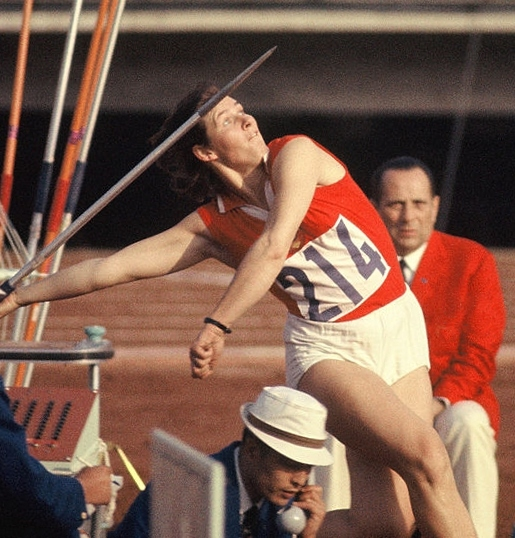
Birutė Kalėdienė

Birutė Kalėdienė (geborene Zalogaitytė; * 2. November 1934 in Baltrušiai, Rajongemeinde  Šakiai) ist eine ehemalige litauische Speerwerferin, die Ende der 1950er und Anfang der 1960er Jahre für die Sowjetunion startete.

## Erfolge
1958 gewann sie Silber bei den Leichtathletik-Europameisterschaften in Stockholm und stellte mit 57,49 m am 30. Oktober in Tiflis einen Weltrekord auf. Im gleichen Jahr wurde sie als litauische Sportlerin des Jahres ausgezeichnet.
Bei den Olympischen Spielen 1960 in Rom gewann sie die Bronzemedaille und bei den Olympischen Spielen 1964 in Tokio wurde sie Vierte.
Nach 1966 wirkte sie als Trainerin. Als Seniorensportlerin stellte sie mehrere Weltrekorde auf, darunter den aktuellen (Stand 29. August 2009) in der Klasse F75 (26,21 m, 3. September 2008, Malmö).